# Frank Sinclair
Frank Sinclair   (Lambeth, 3 de desembre de 1971) és un exfutbolista jamaicà de la dècada de 1990.
Fou 28 cops internacional amb la selecció de Jamaica.
Pel que fa a clubs, destacà a Chelsea FC i Leicester City FC.
Un cop retirat fou entrenador.